# Макаров, Владимир Сергеевич (строитель)
Владимир Сергеевич Макаров (6 августа 1934 — 28 марта 2005) — советский строитель, Герой Социалистического Труда (1971).

## Биография
Владимир Макаров родился 6 августа 1934 года в селе Медвино (Рязанская область) в крестьянской семье. В 1951 году окончил школу фабрично-заводского обучения в Москве, затем работал каменщиком в Люберцах с 1953 по 1957 годы служил в Советской армии, участвовал в подавлении Венгерского восстания 1956 года. После увольнения из армии работал в различных строительных организациях. В 1960 году переехал в Магадан, где стал одним из лучших каменщиков города. В 1964 году был назначен на должность бригадира комплексной бригады.

## Награды
5 апреля 1971 года указом Президиума Верховного Совета СССР «за выдающиеся успехи в выполнении заданий пятилетнего плана по строительству и вводу в действие производственных мощностей, жилых домов и объектов культурно-бытового назначения» Макарову Владимиру Сергеевичу присвоено звание Героя Социалистического Труда с вручением ордена Ленина и золотой медали «Серп и Молот».
Так же был удостоен ряда медалей.